# Zeiles
Zeiles (en llatí Zeilas, en grec antic Ζηΐλας) fou rei de Bitínia fill de Nicomedes I i Ditizela
A causa de les intrigues de la seva madrastra Etazeta, Zeiles va haver de fugir de Bitínia i refugiar-se al regne d'Armènia, a la cort del rei Sames. Nicomedes I en morir va deixar el regne al seu fill nascut d'Etazeta que va governar en nom dels seus fills, encara menors, en perjudici de Zeiles, que immediatament va provar de recuperar el seu dret per la força i es va revoltar amb els seus partidaris. Després de diverses batalles amb resultat divers, va aconseguir finalment ocupar el tron cap a l'any 246 aC, segons diu Memnó d'Heraclea.
Va ser el pare del rei Prúsies I, que el va succeir a la seva mort circa el 228 aC, assassinat pels gàlates, els caps dels quals pensava matar.